# Håkan Åman

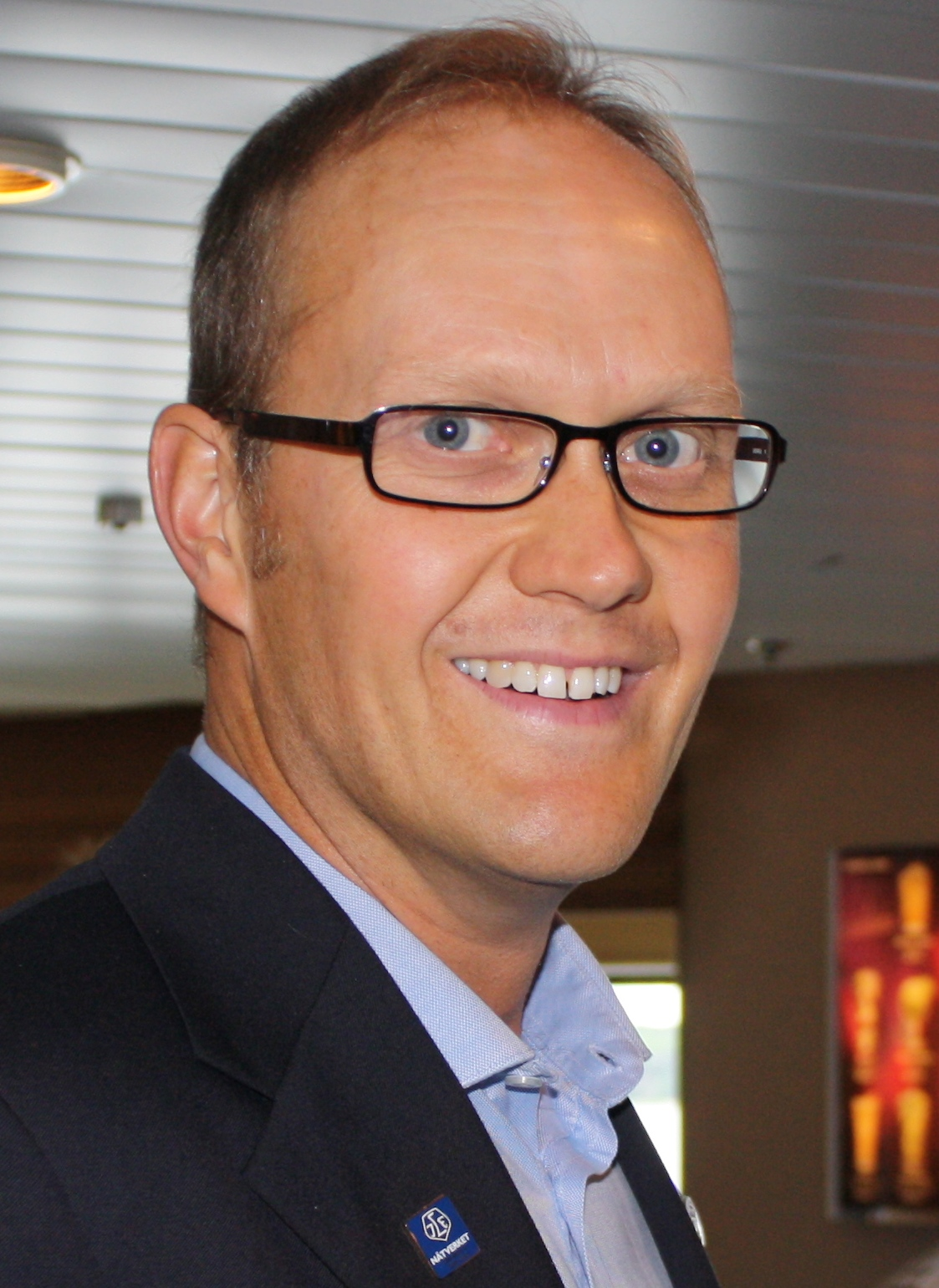
Håkan Åman

Håkan Åman, född 1966, är en svensk företagsledare som mellan mars 2006 och september 2010 var VD för koncernen Leksands IF
Håkan Åman efterträdde Jonas Bergqvist som VD för Leksands IF Ishockey och därtillhörande dotterbolag. Förutom ishockeyföreningen hade Åman även det övergripande ansvaret för Leksands IF Fastighets AB, som driver Tegera Arena, samt Leksand Strand - Stugor & Camping.
Håkan Åman har tidigare varit tränare för fotbollslaget IK Brage från Borlänge.
Han har även varit sportchef för Falu BS i Fotboll.